# カルロス・ボカネグラ
カルロス・マヌエル・ボカネグラ（Carlos Manuel Bocanegra, 1979年5月25日 - ）は、アメリカ合衆国・カリフォルニア州アルタ・ローマ出身の元同国代表サッカー選手。現役時代のポジションはDF（センターバック及び左サイドバック）。

## クラブ経歴

### シカゴ・ファイアー
UCLAでの大学サッカーを経たのち、メジャーリーグサッカーとアメリカの若手選手の育成を目的としたプロジェクト40に参加するとともに、2000年のMLSスーパードラフトでシカゴ・ファイアーから全体の4番目の指名を受け入団する。リーグ戦では、プロ1年目ながらセンターバックとして定位置を確保し、USオープンカップの優勝に貢献。その活躍から新人賞を受賞した。また、プロジェクト40の方でも2試合に出場している。
シカゴ・ファイアーを退団するまでの間に、2002年、2003年の最優秀DF賞を受賞し、同賞を2年連続で受賞する初めての選手となるなど、リーグ屈指のディフェンダーとして活躍。また、通算5得点8アシストを記録している。

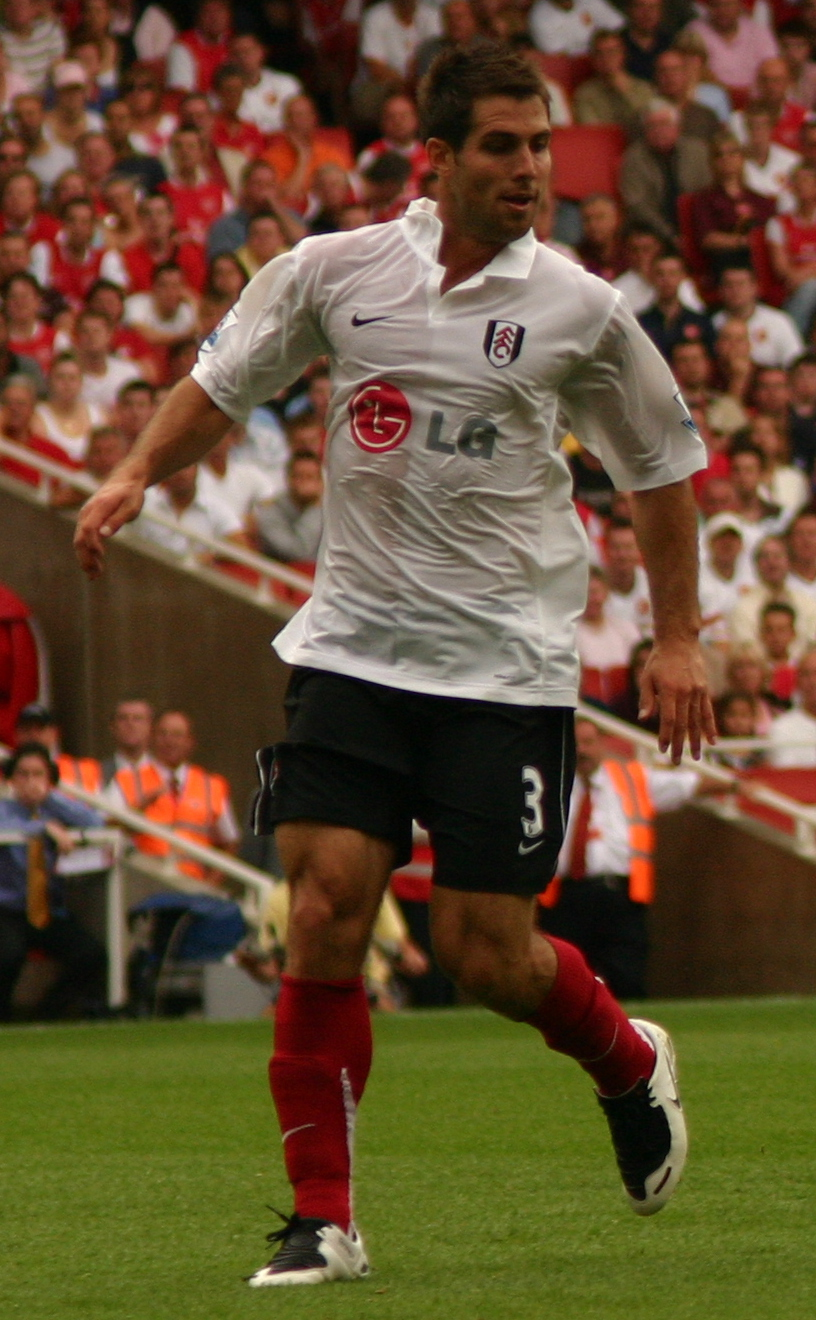
フラム時代（2007年）

### フラム
2003年12月末で契約満了となり自由契約選手となった のち、2004年1月8日に一旦は拒否された労働許可証が交付され、イングランド1部のフラムFCへの移籍が決定。1月13日には、フラムの公式サイト上で3年契約を締結したことが発表された。その後、左サイドバックで初出場した1月19日のニューカッスル・ユナイテッドFC (1-3) 戦では、11月にシーズンを終えるMLSでのゲーム以来、試合感覚を失っていたこともあり躊躇したプレーを見せ、また、2月11日のアストン・ヴィラFC戦 (1-2) ではマーク・ディレイニーに対するタックルで1発退場となる など、加入当初は適応に苦戦していた。しかし、最終的には左サイドバックの定位置を確保して、チームは9位でシーズンを終え、また、翌シーズンには8月30日のポーツマスFC戦（3-4）で移籍後初得点を挙げた。
2006-07シーズンは、同胞のブライアン・マクブライドに次いでチーム2位となる5得点を記録。2007年9月1日のトッテナム・ホットスパーFC戦（3-3）で初めて主将を務め、9月15日のウィガン・アスレティックFC戦でリーグ通算100試合を達成する など、2007-08シーズンはチームに不可欠な選手となった。ところが、同シーズン終了後の2008年5月25日に放出が発表され、主力として26試合に出場していた選手の放出はサポーターの間に少なからぬ驚きを与えた。

### レンヌ
その後、2008年6月にフランス1部のスタッド・レンヌFCと3年契約を締結した。加入1季目にはリーグ戦全38試合に出場するなど新天地でも好調をキープし、2009年3月8日のAJオセール戦 (2-0) で初得点を挙げた。また、UEFAカップ 2008-09でも得点し、クープ・ドゥ・フランスでは、決勝のEAギャンガン戦を含めて全試合に先発、同試合では69分に先制点を記録している。

### サンテティエンヌ
2010年7月16日には、移籍金50万ユーロで同じフランス1部のASサンテティエンヌと契約 し、パリ・サンジェルマンFCとの2010-11シーズン開幕戦 (1-3) で初出場を飾った。その後、10月17日のOGCニース戦でのむち打ち症により3週間の欠場 となったが、復帰後は中心選手としてプレーし、12月5日のFCジロンダン・ボルドー戦 (2-2) で初得点を挙げた。また、2011年2月12日のオリンピック・リヨンとのデュルビ・デュ・ローヌ (1-4) では、重要な1戦で通算2得点目を挙げるも、4失点を喫し、チームを勝利に導くことは出来なかった。
翌2011-12シーズンには、ボルドーとの開幕戦で不在のロイク・ペランにかわり一時的に主将を任される など、すでにチームの重要な選手となっていた。そのため、レンジャーズFCへの移籍の取り沙汰された際にも放出はないとされていたものの、結局はこの試合がサンテティエンヌでの最後の試合となった。

### レンジャーズ
2011年8月17日に移籍金40万ポンドでスコットランド1部のレンジャーズFCと3年契約を締結 し、翌18日のUEFAヨーロッパリーグのNKマリボル戦で初出場を飾った。その数日後、マリボル側は、ボカネグラが同大会に出場するための必要な手続きと書類の提出がなされていなかったとしてUEFAに提訴したが、UEFAは、マリボルが試合後の24時間以内に提訴していなかったことを理由に抗議を退ける決定を下した。この件について、レンジャーズのチーフはマリボル側を「哀れな中傷者」と呼んで批判した。なお、ボカネグラは25日のマリボルとの第2戦で移籍後初得点を挙げており、この得点によってチームは2試合合計3-2で次のラウンドへ進んだ。
レンジャーズでは、ドリン・ゴイアンとのコンビで印象的かつ安定したパフォーマンスを披露し、9月24日のダンファームリン・アスレティックFC戦 (4-0) でリーグ初得点、それから3ヶ月後の12月17日のインヴァネス・カレドニアン・シッスルFC戦 (2-1) でリーグ2得点目を記録。2012年1月8日のスコティッシュカップのアーブロースFC戦 (4-0) では初めて主将を務める など、充実したシーズンを過ごしていた。しかし、クラブは深刻な財政危機に瀕しており、同シーズン中に勝ち点10減点のペナルティーを受けることとなる。こうしたチームの状況について、ボカネグラは「恐ろしい経験」と不安を吐露 しつつも、落胆するファンの士気を高める手助けをしたいと語り、また、ここでの生活に満足しているため、チームに残留したいと主張していた。2012年3月25日のセルティックFCとのオールドファーム (3-2) では、ゲオルギオス・サマラスへのファールによりレッドカードを提示され、ペナルティーキックを献上してしまった。
その後、破産したクラブは2012年6月に清算に入り、選手の契約を含めたクラブ資産はチャールズ・グリーン率いるコンソーシアムによって買収された。そのため、多くの選手はクラブを去ったが、ボカネグラもより高いレベルでのプレーを望んでいたため、4部での新シーズン開幕が目前に迫った時点でも、その将来は不確実なままだった。しかし、7月29日のブレンチ・シティFCとのスコティッシュチャレンジカップ1回戦 (2-1) でアリー・マッコイスト (en) 監督から主将に任命されたことで、チームへの残留が決定。試合後、ボカネグラはチームを離れるつもりはないと述べ、その後の6試合に先発出場した。ところが、代表招集によりチームを離脱 した後、代表で生き残るためにレンジャーズを去る意思を固めた。

### ラシン・サンタンデール
2012年8月31日に期限付き移籍でスペイン2部のラシン・サンタンデールと契約。ただし、契約満了の後にはレンジャーズへ戻る意思も表明していた。9月22日のCDミランデス戦で初出場を飾って 以降、ラシン・サンタンデールでは出場した23試合全てに先発し奮闘するも、シーズン終了後、チームは3部へと降格した。
その後、2013年4月9日に自身の公式Twitterで2013-14シーズンは規定通りにレンジャーズでプレーするだろうと発信し、レンジャーズ復帰に向けて揺るがぬ意思を示していた。しかし、代表を指揮するユルゲン・クリンスマン監督から、復帰すれば3部でプレーすることになると警告され、最終的には双方合意のうえ6月29日に契約を解除し、自由契約選手となった。

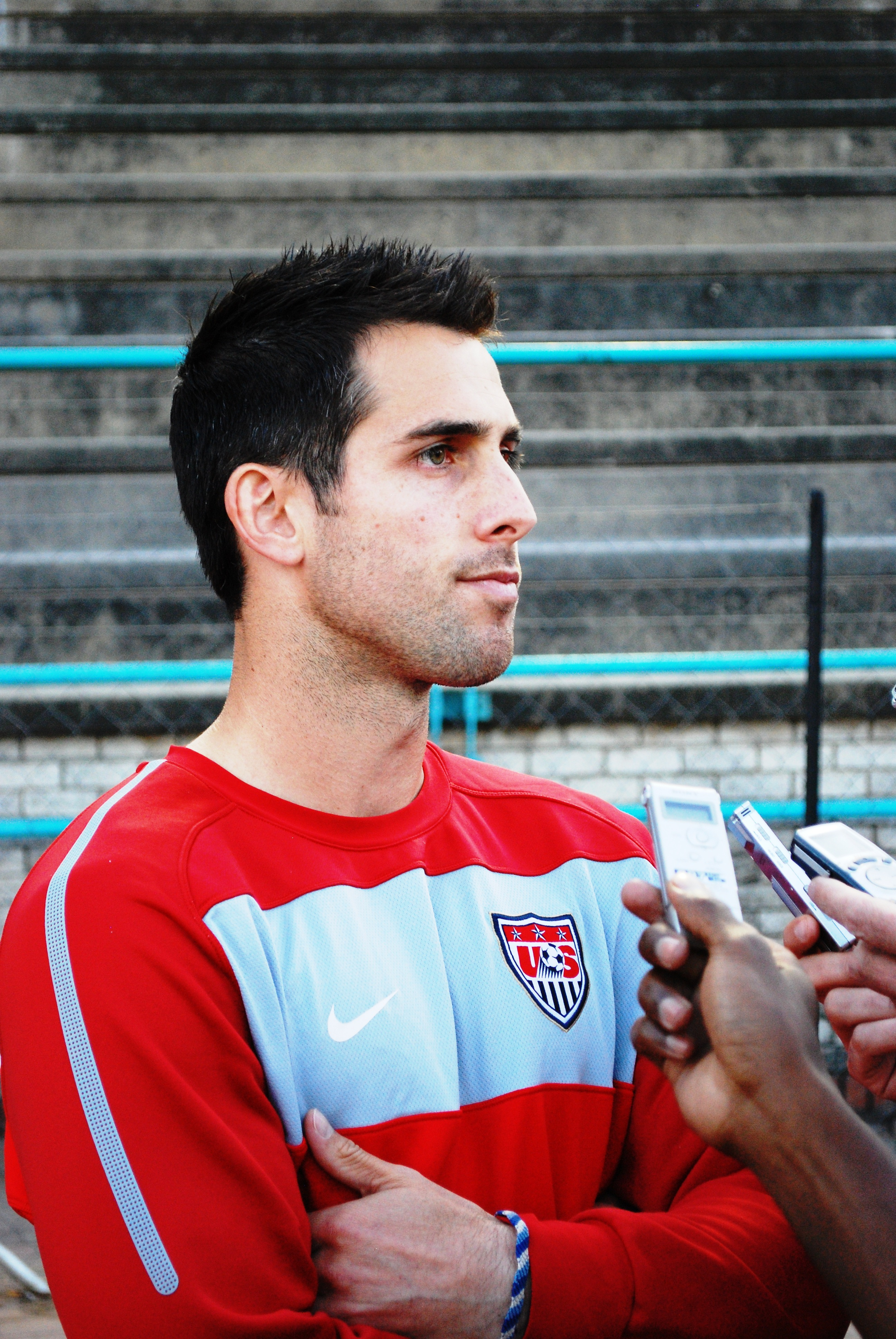
アメリカ代表時代（2010年）

### チーヴァスUSA
レンジャーズを退団後に母国への復帰を熱望 し、2013年7月1日にチーヴァスUSAと契約した。チーヴァス側はトロントFCに2015年度のスーパードラフトの1巡目での指名権（インターナショナル・スロット）を与えるのと引き換えに交渉を成立させた。

## 代表経歴
年代別代表として1999 FIFAワールドユース選手権に出場後、2001年12月9日の韓国戦でA代表初出場を飾り、2003 CONCACAFゴールドカップ中に地位を確立して同年の代表戦で13試合に出場する。2006 FIFAワールドカップ・北中米カリブ海予選では2005年頃からセンターバックを務めつつ、左サイドバックとしても起用されて予選突破に貢献。2006年5月2日に本大会の一員に選出され、左サイドバックとして3試合中2試合に先発出場をした。
同大会終了後に就任したボブ・ブラッドリー監督の下では、2007年6月2日の中国との親善試合 (4-1) で初めて主将を務める と、2009年6月4日に行われた FIFAコンフェデレーションズカップ2009のスペインとの試合でも主将を務め、当時のヨーロッパ王者相手に勝利する快挙に貢献した。その後、2010 FIFAワールドカップでも主将の座を守り、イングランドとスロベニア戦で左サイドバック、アルジェリアとガーナ戦では左センターバックとしてプレーしてチームを支えた。
2011年11月15日のスロベニア戦 (3-2) でアメリカ代表史上12人目にしてディフェンダーとして4人目となる通算出場記録100試合目を達成。2013年3月には2014 FIFAワールドカップ・北中米カリブ海予選の最終予選に向けた候補に選出されたものの、所属クラブの状況を懸念され、最終メンバーから落選した。また、主将もクリント・デンプシーへ移行し、2013 CONCACAFゴールドカップにも選出されなかった。以後、ユルゲン・クリンスマン監督は若手のマット・ベスラー (en) とオマール・ゴンザレス (en) に出場機会を与えており、2012年を最後に代表から遠ざかった。

## 現役引退
2014年9月4日、シーズン限りでの現役引退を表明した。翌年3月2日、MLS参入を目指すアトランタ・ユナイテッドFCのテクニカルディレクターに就任することが発表された。

## 私生活
メキシコ系アメリカ人の父の下、カリフォルニア州アップランドに生まれ、アルタローマで育つ。また、兄もグランドキャニオン大学とUCLAでサッカーをしていた。もっとも、ボカネグラ自身は幼少期からサッカーのみならず野球やアメリカンフットボールといった他競技にも親しんでおり、アルタローマ高校在学中にはワイドレシーバーとディフェンシブバックを務めてタイトル獲得に貢献した。そのため、サッカーとアメリカンフットボールの2競技で奨学金を提供されたが、最終的にサッカーを選択して兄と同じくUCLAへ進学。在学中には歴史と地理を専攻していた。
2012年にESPN・ザ・マガジンが発行するThe Body Issueでヌードポーズをとった。

## 代表歴

### 出場大会
- アメリカ代表
  - 2006 FIFAワールドカップ
  - 2010 FIFAワールドカップ

### 試合数
- 国際Aマッチ 110試合 14得点（2001年-2012年）[57]

| アメリカ代表 | 国際Aマッチ | 国際Aマッチ |
| 年           | 出場        | 得点        |
| ------------ | ----------- | ----------- |
| 2001         | 1           | 0           |
| 2002         | 6           | 0           |
| 2003         | 13          | 4           |
| 2004         | 10          | 1           |
| 2005         | 8           | 1           |
| 2006         | 4           | 0           |
| 2007         | 11          | 2           |
| 2008         | 9           | 2           |
| 2009         | 14          | 1           |
| 2010         | 9           | 1           |
| 2011         | 15          | 0           |
| 2012         | 10          | 2           |
| 通算         | 110         | 14          |

## タイトル
クラブ
シカゴ・ファイアー
- USオープンカップ : 2000, 2003

代表
- CONCACAFゴールドカップ : 2002, 2007

個人
- MLS年間最優秀新人賞（英語版） : 2000
- MLS年間最優秀DF賞（英語版） : 2002, 2003